# Walter Schirra
Walter Marty Schirra Jr. (Hackensack, 12 marzo 1923 – Rancho Santa Fe, 3 maggio 2007) è stato un astronauta statunitense.
Fu l'unico astronauta a partecipare attivamente a tutti i tre programmi di volo nello spazio effettuati dagli Stati Uniti d'America: Mercury, Gemini ed Apollo.

## Inizio della carriera
Di origini sarde (Ghilarza - Or) e ticinesi (i nonni emigrarono da Loco in valle Onsernone, nel Canton Ticino), Schirra studiò tecnica del volo presso il Newark College of Engineering dal 1940 al 1942 per arruolarsi presso la United States Naval Academy, dove si laureò a giugno del 1945. Durante le ultime settimane della seconda guerra mondiale prestò servizio a bordo della USS Alaska. La nave da guerra raggiunse comunque la zona di combattimento appena dopo l'armistizio giapponese.
A partire dal 1948 fu pilota di combattimento presso la United States Navy, volando fra l'altro in combattimenti durante la guerra di Corea.
Dal 1952 al 1954 fu pilota per voli di collaudo a China Lake, in California, dove partecipò al programma per l'evoluzione di missili aria-aria. Ulteriori tappe della sua carriera furono la portaerei USS Lexington ed addestramenti specifici in California e nel Maryland.

## Mercury
Walter Schirra fu uno dei 110 piloti, scelti dalla NASA a far parte del primo gruppo più ristretto degli aspiranti astronauti per il programma Mercury. Il 9 aprile 1959 venne dunque presentato al pubblico come uno dei primi sette astronauti scelti per detto programma. Come per tutti gli altri astronauti gli venne assegnato un incarico speciale, cioè la partecipazione all'ottimalizzazione dei sistemi di sopravvivenza a bordo della capsula Mercury e delle tute spaziali. Per il secondo volo di una capsula Mercury nell'orbita terrestre, la missione Mercury-Atlas 7, Schirra venne nominato pilota di riserva. Tuttavia, nonostante il pilota precedentemente nominato per detta missione, Deke Slayton, fosse stato dichiarato inidoneo al volo per motivi fisici, la missione non venne assegnata a Schirra, bensì a Scott Carpenter.
Schirra volò per la prima volta nello spazio il 3 ottobre 1962 con la missione Mercury-Atlas 8. Con la capsula da lui battezzata Sigma 7 orbitò per sei volte intorno alla Terra. Tale volo passò agli annali della NASA come "volo nello spazio da manuale". Schirra fu dunque il nono uomo a volare nello spazio, di cui il quinto cittadino americano.

## Gemini
Dal gennaio del 1963 Schirra assunse nuovi compiti di coordinamento delle attività per i progetti Gemini ed Apollo.
A partire da aprile del 1964 iniziò a prepararsi per la prima missione con lo scopo di portare contemporaneamente due persone nello spazio: il volo di Gemini 3, missione per la quale fu nominato come comandante dell'equipaggio di riserva. Tale volo, effettuato con successo il 23 marzo 1965 con Virgil Grissom e John Young a bordo, fu occasione di nomina del suo primo comando di una missione, Gemini 6A, con l'inversione di ruolo dei due equipaggi (principale e di riserva) del volo Gemini 3.
Tale volo fu programmato per essere il primo durante il quale due veicoli nello spazio si sarebbero agganciati. Tale programma consistette in una modifica del programma Gemini 6 iniziale, a causa del fallito lancio del satellite al quale Gemini 6A avrebbe dovuto agganciarsi. Pertanto si decise di effettuare una manovra rendezvous con un'altra capsula Gemini, la Gemini 7.
Walter Schirra dimostrò di avere nervi d'acciaio quando, durante la fase di un lancio non riuscito di Gemini 6, non azionò i sedili per catapultarsi fuori dall'abitacolo, nonostante il razzo fosse rimasto sulla rampa di lancio privo di ogni sicura e pertanto rischiasse di capovolgersi, con evidente rischio di esplosione.
Solo il terzo tentativo del 15 dicembre 1965 permise a Gemini 6, con a bordo Schirra e Tom Stafford, di orbitare intorno alla Terra. Per la prima volta nella storia dell'esplorazione dello spazio si poté dunque procedere con la manovra di rendezvous di due veicoli spaziali.

## Apollo
Conclusa con un successo la missione di Gemini 6, Schirra passò al programma Apollo. Il 29 settembre 1966 venne nominato comandante del secondo volo con equipaggio del programma. Oltre a lui fecero parte dell'equipaggio Donn Eisele e Walter Cunningham. A novembre del 1966 la NASA cancellò tale missione e l'equipaggio venne nominato quale equipaggio di riserva per il primo volo del programma Apollo: Apollo 1. Il 27 gennaio 1967, i tre astronauti dell'equipaggio originale perirono in un incendio nell'abitacolo della capsula durante un'esercitazione a terra. La NASA procedette dunque a riorganizzare tutte le distribuzioni degli equipaggi sulle missioni in programma. Il 9 maggio 1967 venne resa ufficiale la nomina dell'equipaggio Schirra, Eisele e Cunningham come equipaggio previsto per il primo volo con equipaggio a bordo del programma Apollo. Tale missione venne da allora in poi denominata ufficialmente Apollo 7.
Apollo 7 venne lanciato l'11 ottobre 1968 e rimase per 11 giorni nell'orbita intorno alla Terra. Dal punto di vista tecnico la missione fu un risultato eccezionale. Venne infatti effettuata con successo una manovra di rendezvous con l'ultimo stadio di un razzo del tipo Saturn 1-B; inoltre furono trasmesse a Terra le prime immagini televisive registrate nello spazio direttamente in un veicolo spaziale americano. Gli astronauti comunque soffrirono di raffreddore e durante tutto il volo ci fu parecchia tensione tra il centro di controllo a terra e l'equipaggio a bordo del veicolo spaziale.

## Dopo la NASA
Schirra aveva annunciato in precedenza che Apollo 7 sarebbe stato il suo ultimo volo nello spazio. Pertanto lasciò la NASA il 1º luglio 1969. Lavorò come direttore ed amministratore in diverse ditte e società, prima di fondare nel 1979 un'impresa in proprio: la Schirra Enterprises. Inoltre fu membro di diversi consigli d'amministrazione di diverse ditte. Fu anche protagonista di diversi spot pubblicitari per il medicinale Actifed, che aveva usato durante la missione Apollo 7. 
Schirra fu membro della Massoneria, iniziato a vista dal Gran Maestro della Florida nel 1967, membro della Loggia Canaveral n. 339 di Cocoa.  L'ordine massonico di De Molay gli ha conferito la propria Honorary Legion of Honor.
Walter Schirra è venuto a mancare per cancro il 3 maggio del 2007. Era sposato e padre di due figli: Walter Marty III (nato nel 1950) e Suzanne (nata nel 1957).
Schirra venne sepolto nel Cimitero nazionale di Fort Rosecrans, a San Diego, California.
L'8 marzo 2009, a San Diego, la marina militare americana ha varato la nave USNS Wally Schirra. La nave dedicata all'astronauta fa parte della classe “Lewis and Clark”, dedicata a celebri esploratori americani.